# David Suzuki
David Suzuki (sinh 24 tháng 3 năm 1936) là nhà sinh học và nhà hoạt động môi trường người Canada. David Suzuki sinh 24 tháng 3 năm 1936 tại Vancouver, British Columbia, Canada.